# Norra fjärden, Vårdö
Norra fjärden är en fjärd i nordvästra Vårdö på Åland. Norra fjärden ligger norr om Simskäla och ingår i den större Boxöfjärden som breder ut sig i väster. I öster förbinder Norra fjärden till Östra stråket. Fjärden omges av en mängd mindre öar.